# بربارا ميخالك-بيكولسكا
بربارا ميخالك-بيكولسكا أكاديمية بولندية وأستاذة الأدب العربي في كلية الآداب بجامعة ياغيلونسكي في كراكوف. رئيسة قسم اللغة العربية وآدابها، ومديرة معهد الإستشراق بجامعة ياغيلونسكي.

## عن حياتها
قامت بالإشراف على تحرير عدة مؤلفات ودراسات بحثية في مجال الأدب العربي. شاركت في كثير من المؤتمرات العلمية العالمية في بلدان أوروبية وعربية عديدة ولها دراسات وكتب عديدة منشورة بالعربية والإنكليزية والبولندية، تتناول الأدب العربي عموما، وأدب دول الخليج العربي خاصة.

## عضوياتها
لديها عدة عضويات منها:
- عضو مجلس إدارة لجنة أساتذة الأدب العربي الأوروبيين.
- عضو الجمعية الأوروبية للمستشرقين.
- عضو مجلس إدارة جمعية الدراسات البولندية الشرقية.